# Bahrain International Challenge 2013
Die Bahrain International Challenge 2013 als offene internationale Meisterschaft von Bahrain im Badminton wurde vom 5. bis zum 9. November 2013 ausgetragen. Es war die Erstauflage des Turniers. Es fand unmittelbar im Anschluss an die Bahrain International 2013 in Seqaya statt.

## Sieger und Platzierte
| Disziplin    | Gold                          | Silber                          | Bronze                             |
| ------------ | ----------------------------- | ------------------------------- | ---------------------------------- |
| Herreneinzel | Sameer Verma                  | Subhankar Dey                   | Evert Sukamta                      |
| Herreneinzel | Sameer Verma                  | Subhankar Dey                   | Abhimanyu Singh                    |
| Dameneinzel  | Tanvi Lad                     | Saili Rane                      | Trupti Murgunde                    |
| Dameneinzel  | Tanvi Lad                     | Saili Rane                      | Jacqueline Rose Kunnath            |
| Herrendoppel | Rupesh Kumar Sanave Thomas    | K. Nandagopal Valiyaveetil Diju | Alwin Francis Arun Vishnu          |
| Herrendoppel | Rupesh Kumar Sanave Thomas    | K. Nandagopal Valiyaveetil Diju | Jagdish Singh Roni Tan             |
| Damendoppel  | Pradnya Gadre Siki Reddy      | Aparna Balan Sanyogita Ghorpade | Varsha V. Belawadi Riya Pillai     |
| Damendoppel  | Pradnya Gadre Siki Reddy      | Aparna Balan Sanyogita Ghorpade | Prajakta Sawant Arathi Sara Sunil  |
| Mixed        | Sanave Thomas Prajakta Sawant | Valiyaveetil Diju Siki Reddy    | Arun Vishnu Aparna Balan           |
| Mixed        | Sanave Thomas Prajakta Sawant | Valiyaveetil Diju Siki Reddy    | Gennadiy Natarov Yuliya Kazarinova |